# Selectarum Stirpium Americanarum Historia
Selectarum Stirpium Americanarum Historia (abreviado Select. Stirp. Amer. Hist.)  es un libro con ilustraciones y descripciones botánicas que fue escrito por el médico, biólogo y botánico holandés Nikolaus Joseph von Jacquin. Fue publicado en año 1763 con el nombre de Selectarum Stirpium Americanarum Historia in qua ad Linnaeanum Systema Determinatae...